# Le Sentier des pastelliers
Le Sentier des pastelliers est un roman français de Georges-Patrick Gleize paru en 2008.

## Résumé
En 1912, au milieu des collines du Lauragais, François Donnadieu, paysan jovial et épicurien, fait la connaissance fortuite de Charles van Dyck, riche propriétaire d’une usine textile à Saint-Omer dans le Pas-de-Calais, de retour de pèlerinage à Saint-Jacques-de-Compostelle. Pressentant la guerre proche, l’industriel conçoit le projet farfelu de faire renaître la culture du pastel, cette plante mythique colorante qui fit la fortune du Midi toulousain jusqu’à ce que la concurrence de l’indigo ne la fasse décliner au XVIe siècle. Sous l’œil bienveillant de Donnadieu, il installe un couple de salariés agricoles, les Verbeck, dans la métairie du « Chot » qu’il vient d’acquérir. Mais cette initiative réveille jalousies, haines et convoitises chez les Marty, riches coqs de village, prêts à tout pour chasser les intrus.
Un beau roman âpre et émouvant, à l’aube de la guerre de 1914, tout entier baigné par la nostalgie de la Belle Époque et la lumière du grand Sud.